# 쿠와에 사키나
쿠와에 사키나(일본어: 桑江 咲菜, 1992년 5월 6일 ~ )는 일본의 배우이다. 아이돌 그룹 파워 에이지(Power Age)의 전직 멤버였으며, 당시 활동명은 사키 아사쿠라(朝倉 咲)였다.

## 출연 작품
- 아랑-GARO- -GOLD STORM- 쇼 (2015)
- 휴대폰 남자친구 (2009)
- 수권전대 게키렌자 - 시리즈 (2007)
- 나고야 살인사건 (2007)